# جلال الدين القزويني
الخطيب القزويني هو محمد بن عبد الرحمن بن عمر، أبو المعالي، جلال الدين القزويني الشافعي، المعروف بخطيب دمشق، ولد بالموصل لكن أصله من مدينة قزوين، هو كاتب ومؤلف عربي من مؤلفاته الإيضاح في علوم البلاغة، وهو يتحدث في هذا الكتاب عن نشأة علم البلاغة العربية.
ولي القضاء في ناحية بالروم، ثم قضاء دمشق سنة 724 هـ، فقضاء القضاة بمصر (سنة 727) ونفاه السلطان الملك الناصر إلى دمشق سنة 738 ثم ولاه القضاء بها، فاستمر إلى أن توفّي.

## من كتبه
- تلخيص المفتاح (في المعاني والبيان)
- الإيضاح (في شرح التلخيص)
- السور المرجاني من شعر الأَرّجاني